# Orchelimum volantum
Orchelimum volantum är en insektsart som beskrevs av Mcneill 1891. Orchelimum volantum ingår i släktet Orchelimum och familjen vårtbitare. Inga underarter finns listade i Catalogue of Life.